# Парцванія Темур Рафіелович
Парцва́нія Тему́р Рафіе́лович (* 6 липня 1991, Тбілісі) — український футболіст грузинського походження, центральний захисник футбольного клубу «Жетису». В минулому — гравець молодіжної збірної України, у складі якої є чемпіоном Європи 2009 року.

## Клубна кар'єра
Батько Темура, який грав у футбол, але не на професійному рівні, віддав сина до футбольної секції. Першим тренером став Елгуджа Кометіані. Там хлопець почав додавати і вже в 14 років тренери сказали, що він достатньо перспективний і може переїхати закордон. Тому 2004 року переїхав до Києва на оглядини в «Динамо». Відбір до Академії пройшов успішно і в ДЮФШ «Динамо» імені Валерія Лобановського тренерами футболіста стали В'ячеслав Семенов та Сергій Журавльов. У дитячо-юнацькій футбольній лізі провів за «Динамо» 40 матчів, відзначився 3 забитими голами. У 2006 році також провів 6 матчів в чемпіонаті міста.
У 16 років був переведений до «Динамо-2», де і почав грати на професійному рівні у Першій лізі. 29 лютого 2008 року дебютував в іграх за «Динамо-2» у домашньому матчі проти київського ЦСКА (перемога 3:2). За «Динамо-2» у першій лізі провів 80 матчів, має в активі 1 забитий гол. В сезоні 2007—2008 також виступав у першості дублерів, за дубль «Динамо» зіграв 6 матчів, забив один гол, після чого влітку 2008 року проходив збору з головною командою.
Протягом виступів за другу команду киян, нерідко повідомлялось про зацікавленість молодим гравцем збоку інших клубів, зокрема київського «Арсеналу», французького «Евіану», та навіть американського «Лос-Анджелес Гелаксі», проте гравець незмінно лишався в структурі «Динамо».
В кінці серпня 2012 року разом з одноклубниками Віталієм Каверіним та Андрієм Воронковим на правах оренди на сезон був відданий до новачка Прем'єр-ліги запорізького «Металурга». Саме в складі запорожців Темур 16 вересня 2012 року дебютував в Прем'єр-лізі в грі проти ужгородської «Говерли», яка завершилась з рахунком 1-1, а Парцванія провів на полі увесь матч. В першій половині сезону Темур зіграв за основну команду 7 матчів у чемпіонаті і один у кубку, проте після того як взимку клуб покинув Віталій Кварцяний, Парцванія став виступати виключно в молодіжній команді.
Влітку 2013 року перейшов до «Волині», яку очолював Кварцяний. За луцький клуб дебютував 27 липня 2013 року у виїзному матчі проти своєї колишньої команди — запорізького «Металурга», вийшовши на заміну на 40 хвилині замість Богдана Шершуна. Всього за два сезони провів у складі лучан лише 23 матчі в чемпіонаті і не зміг закріпитись в основі.
Влітку 2015 став гравцем донецького «Олімпіка». У складі команди в чемпіонаті України дебютував 29 серпня 2015 року у виїзному матчі проти свого попереднього клубу, луцької «Волині» (0:1). У сезоні 2016/17 його команда посіла 4-е місце в чемпіонаті України, отримавши право виступати в Лізі Європи. У квітні 2017 року отримав травму, через яку пропустив закінчення сезону. 30 червня 2017 року завершився термін контракту з «Олімпіком», і Парцванія не став його продовжувати.
У серпні відновився від травми і приступив до тренувань, підтримуючи форму з дублюючим складом «Динамо». У вересні 2017 року став гравцем чернігівської «Десни». У лютому 2018 року Парцванія підписав дворічну угоду із донецьким «Олімпіком», але вже 22 квітня того ж року розірвав контракт з клубом після звинувачення з боку президента клубу в «грі не на повну силу».
25 травня 2018 року став гравцем угорської «Кішварди», де закріпитись не зумів, через що вже 20 лютого 2019 року повернувся до України, ставши гравцем «Десни».

## Виступи за збірні
Невдовзі після приїзду до Києва зовсім молодий футболіст привернува увагу тренерів українських юнацьких збірних. Вже 17 квітня 2007 року дебютував у складі юнацької збірної України U-16 (Україна—Туреччина, 0:1), попередньо пройшовши процедуру отримання українського громадянства. Має досвід виступів за національні команди України різних вікових категорій.
У складі збірної України U19 — чемпіон Європи 2009 року. Під час фінальної частини чемпіонату, що проходила у Донецьку і Маріуполі, повністю відіграв усі 5 матчів збірної України на турнірі.
З серпня 2010 року — гравець молодіжної збірної України. У складі української «молодіжки» був учасником фінального етапу молодіжного чемпіонату Європи 2011 року, в рамках якого виходив на поле лише в одному з трьох матчів команди на турнірі.

## Особисте життя
Закінчив Національний університет фізичного виховання і спорту України.
У вільний час полюбляє більярд та настільний теніс. Улюблений футболіст — Карлес Пуйоль, улюблений клуб — «Мілан».

## Титули і досягнення
- Володар Суперкубка Таджикистану (1):

«Істіклол»: 2022
Збірні
- Чемпіон Європи серед юнаків (U-19) 2009 року